# IV Gimnazjum i Liceum im. Henryka Sienkiewicza w Krakowie
IV Państwowe Gimnazjum i Liceum im. Henryka Sienkiewicza w Krakowie – szkoła średnia o charakterze ogólnokształcącym istniejąca w Krakowie w latach 1901–1950.

## Historia
Gimnazjum powstało pierwotnie z oddziałów równorzędnych C. K. Gimnazjum św. Anny i jako filia tegoż funkcjonowała w latach szkolnych 1898/1899, 1899/1900, 1900/1901. Postanowieniem z 3 grudnia 1900 cesarz Franciszek Józef I zezwolił na utworzenie C. K. IV Gimnazjum w Krakowie od roku szkolnego 1901/1902, potwierdzone następnie zarządzeniem C. K. Ministra Wyznań i Oświecenia z 17 stycznia 1901, na podstawie którego gimnazjum utworzono z dotychczasowych oddziałów równorzędnych. 2 kwietnia 1901 dyrektorem IV Gimnazjum został mianowany dotychczasowy kierownik filii Antoni Pazdrowski. W kolejnych miesiącach mianowani byli profesorowie i nauczyciele nowej szkoły. Uroczyste otwarcie IV Gimnazjum odbyło się 3 września 1901. Historycznie pierwszy rok szkolny zakończył się uroczyście 29 czerwca 1902.
Od początku XX wieku szkoła istniała jako Cesarsko-Królewskie Gimnazjum IV. W 1918 placówka wznowiła działalność już jako szkoła polska, wymieniono elementy symboliki państwowej. Z dniem 1 stycznia 1924 dotychczasowy kierownik IV Gimnazjum im. Henryka Sienkiewicza dr Antoni Kukliński został dyrektorem. Szkoła działała przez cały okres międzywojenny jako Państwowe IV Gimnazjum im. Henryka Sienkiewicza. Zarządzeniem Ministra Wyznań Religijnych i Oświecenia Publicznego z 1937 zostało utworzone „IV Państwowe Gimnazjum im. Henryka Sienkiewicza w Krakowie” (państwowa szkoła średnią ogólnokształcąca, złożoną z czteroletniego gimnazjum i dwuletniego liceum), po wejściu w życie tzw. reformy jędrzejewiczowskiej szkoła miała charakter męski, a wydział liceum ogólnokształcącego był prowadzony w typie humanistycznym. Pod koniec lat 30. szkoła funkcjonowała pod adresem ulicy Krupniczej 2.
Zajęcia wstrzymano we wrześniu 1939 w związku z wybuchem II wojny światowej. Liceum wznowiło działalność po zakończeniu działań wojennych w 1945 roku jako IV Państwowe Liceum Przyrodnicze i Gimnazjum im. Henryka Sienkiewicza, zajmując siedzibę przy ulicy Krupniczej. Zostało zlikwidowane w 1950 roku.

## Dyrektorzy
- Antoni Pazdrowski (od 2 IV 1901)
- Roman Zawiliński (1908–1924[6])

## Nauczyciele
- Emanuel Bujak
- Tadeusz Charzewski
- Edmund Kołodziejczyk
- Stanisław Kot
- Kazimierz Kostrakiewicz (1932–1939)[7]
- Stanisław Mitera
- Jakub Plezia
- Jan Pryziński
- Gustaw Przychocki
- Józef Rychlicki
- Jan Nowakowski
- Maksymilian Wiśniowiecki

## Uczniowie i absolwenci
Kryterium umieszczenia na tej liście danej postaci było posiadanie przez nią biogramu w polskiej Wikipedii.
- Stefan Banach (1910)[8]
- Marian Chilewski (1911)
- Włodzimierz Gilewski (1911)
- Alojzy Konas (1912)
- Jan Rój (1912)
- Stanisław Scheuring (1912)
- Wrócisław Smoleński
- Jan Kruk-Śmigla (matura „wojenna” 8 marca 1915)
- Roman Battaglia (1919)
- Zbigniew Bocheński (1920)
- Tadeusz Bocheński (1922)
- Józef Marian Święcicki (1922)
- Aleksander Wolter (1923)
- Jan Kazimierz Zaremba (1924)
- Andrzej Łada-Bieńkowski (1927)
- Józef Rozwadowski (1927)
- Tadeusz Pacyna (1927)
- Włodzimierz Hubicki
- Feliks Bednarski (1931)
- Adam Jan Bielański (1931)
- Przemysław Mroczkowski (1933)
- Kazimierz Szpunar (1937)
- Roman Paszkowski (1938)
- Wilhelm Gaj-Piotrowski (1945)
- Włodzimierz Ptak (1946)[b][9]
- Leszek Herdegen[10]
- Ryszard Gryglewski[11]
- Mieczysław Inglot (1949)
- Bogusław Komornicki (matura „wojenna” 1919)
- Roman Kotlarz (1949)
- Jerzy Vetulani (do 1950)[c][12]